# Bohuslav Burian
Bohuslav Burian (16. října 1919 Brno-Nový Lískovec – 29. dubna 1960 Mírov) byl český katolický kněz a jedna z obětí komunistického teroru.

## Život
Narodil se v Brně-Novém Lískovci jako syn řezníka a matky v domácnosti. Měl čtyři sourozence a postupně absolvoval obecnou školu, gymnázium a v roce 1938 nastoupil do kláštera augustiniánů. Chtěl být misionářem v Africe. V roce 1943 byl zatčen gestapem a za protinacistickou činnost nejdříve internován v brněnském táboře Pod kaštany, v rámci likvidace starobrněnského kláštera v Kounicových kolejích a pak vězněn v koncentračních táborech Auchwitz III, Golleschau a Ellrich. Už zde v zajetí proslul svojí odvahou, která ho neopustila ani v dalších dnech jeho života. Na konci války utekl z pochodu smrti.
Po válce pokračoval ve studiu teologie a 5. července 1947 byl v Brně vysvěcen na kněze a 6. července slavil primiční mši svatou v Dražovicích u Vyškova. Poté nastoupil místo kaplana ve Slavonicích. O svátku Božího těla (26. června) 1949 na Zelném trhu v Brně neváhal přečíst pastýřský list československých biskupů Hlas biskupů a ordinářů věřícím v hodině velké zkoušky namísto váhajícího biskupa Karla Skoupého (komunisté šíření a čtení listu zakázali pod hrozbou přísných trestů). Než ho příslušníci StB dokázali umlčet, byla většina textu přečtena. Byl zatčen a strávil 6 měsíců ve vyšetřovací vazbě v Příční ulici. Teprve po přímluvě generála Svobody dostal milost od prezidenta republiky a byl propuštěn. Po propuštění nemohl do své farnosti a tak se věnoval chlapcům v brněnské polepšovně a zpovídal prostitutky. Jeho troufalost a odvaha neznala mezí. O vánočních svátcích navštívil své bývalé spoluvězně ve věznici krajského velitelství Státní Bezpečnosti, přinesl jim řízky z kapra a především možnost zpovědi a svátosti.
Po svém propuštění nastoupil v listopadu jako kaplan v Moravské Nové Vsi, ale byl sledován a v obavách, že bude zatčen, dne 9. září 1950 uprchl do Rakouska a pomáhal uprchlíkům v táborech u Innsbrucku a Salcburku. Navštívil Řím a v Nepomucenu byl požádán vicerektorem Bezdíčkem, zda by nemohl převádět přes hranici do Rakouska lidi pronásledované komunisty, především zájemce o bohosloví a pronásledované kněze. Postupně do Rakouska převedl přes jihomoravskou hranici 11 lidí (z toho 5 kněží a jednoho bohoslovce, konkrétně mezi nimi byli Jan Krajcar a P. Hrbata). Po čtvrtém přechodu hranice byl zatčen rakouskou hlídkou u obce Schrattenberg v ruské zóně.
Rusové ho vydali československým orgánům a byl převezen do vyšetřovací vazby v Praze-Ruzyni, v níž byl za pomoci mučení a drog přinucen k přiznání se ke špionáži a velezradě, kterých se ve skutečnosti nikdy nedopustil. Dne 23. října 1952 byl odsouzen ke 20 letům těžkého žaláře. Souzen byl v rámci uměle vytvořené skupiny, do níž byla zařazena i jeho sestra Ludmila Burianová (odsouzena na 6 let vězení). Perzekuci museli čelit i další členové rodiny: oba rodiče strávili půl roku ve vyšetřovací vazbě a bratr byl poslán do TNP.
Prošel několika komunistickými věznicemi a uranovými doly u Jáchymova. 27. ledna 1960 uprchl z věznice v Leopoldově, dopaden byl až po několika dnech a až po udání. Poté byl krutě ztýrán na Ruzyni a převezen zpět do Leopoldova, kde byl držen na samotce. Po zhoršení jeho nevyléčené TBC byl převezen na Mírov. Koncem dubna zde zemřel na následky chřipky a lehkého zápalu plic. Nedoléčené TBC z koncentračního tábora, ozařování smolincem, otřesná lékařská péče a životní podmínky v komunistických lágrech nakonec způsobily jeho pomalou mučednickou smrt. Jeho tělo nebylo rodině vydáno, z větší části bylo rozřezáno a posláno k anatomickým studijním účelům, zbytek zpopelněn.
V roce 1965 byla urna tajně pohřbena do společného hrobu na Motolském hřbitově. Zde bylo 20. května 2000 slavnostně otevřeno a vysvěceno Čestné pohřebiště politických vězňů. Jméno Buhuslava Buriana je uvedeno na jedné (umístěné vlevo) ze dvou šedých mramorových desek instalovaných v roce 2012.
V roce 1968 žádal K-231 o rehabilitaci P. Buriana, ale bylo již pozdě, přijely ruské tanky. Nezrealizovala se ani žádost podzemní církve v roce 1979 o zahájení beatifikačního procesu. V ovzduší husákovské normalizace to ani nešlo. Bohuslav Burian byl soudně rehabilitován až 8. ledna 1991.

Život Bohuslava Buriana podrobně zpracoval historik František Kolouch v knize Říkali mu Pistolník (2019).

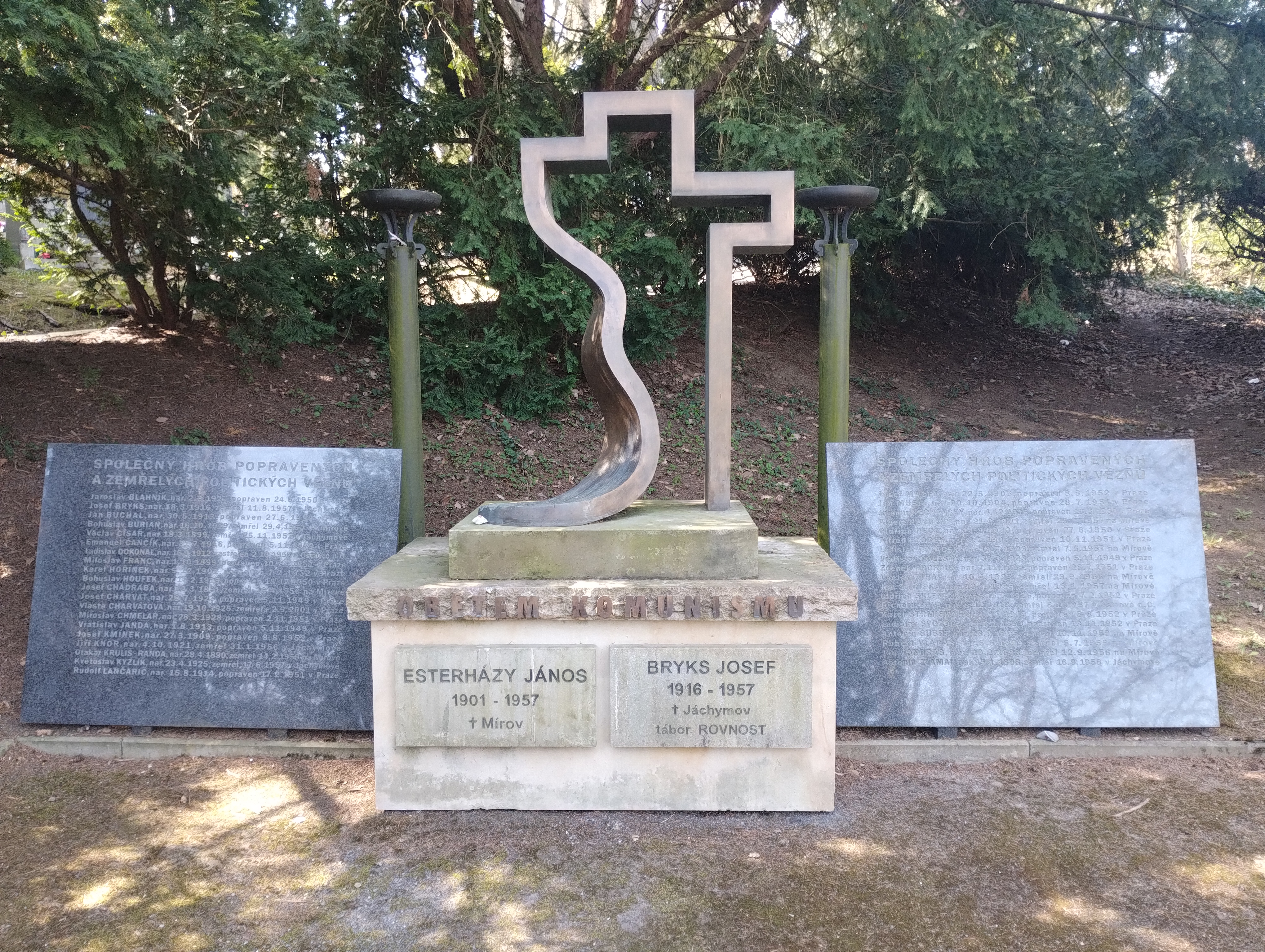
Památník na Čestném pohřebišti politických vězňů, Motolský hřbitov
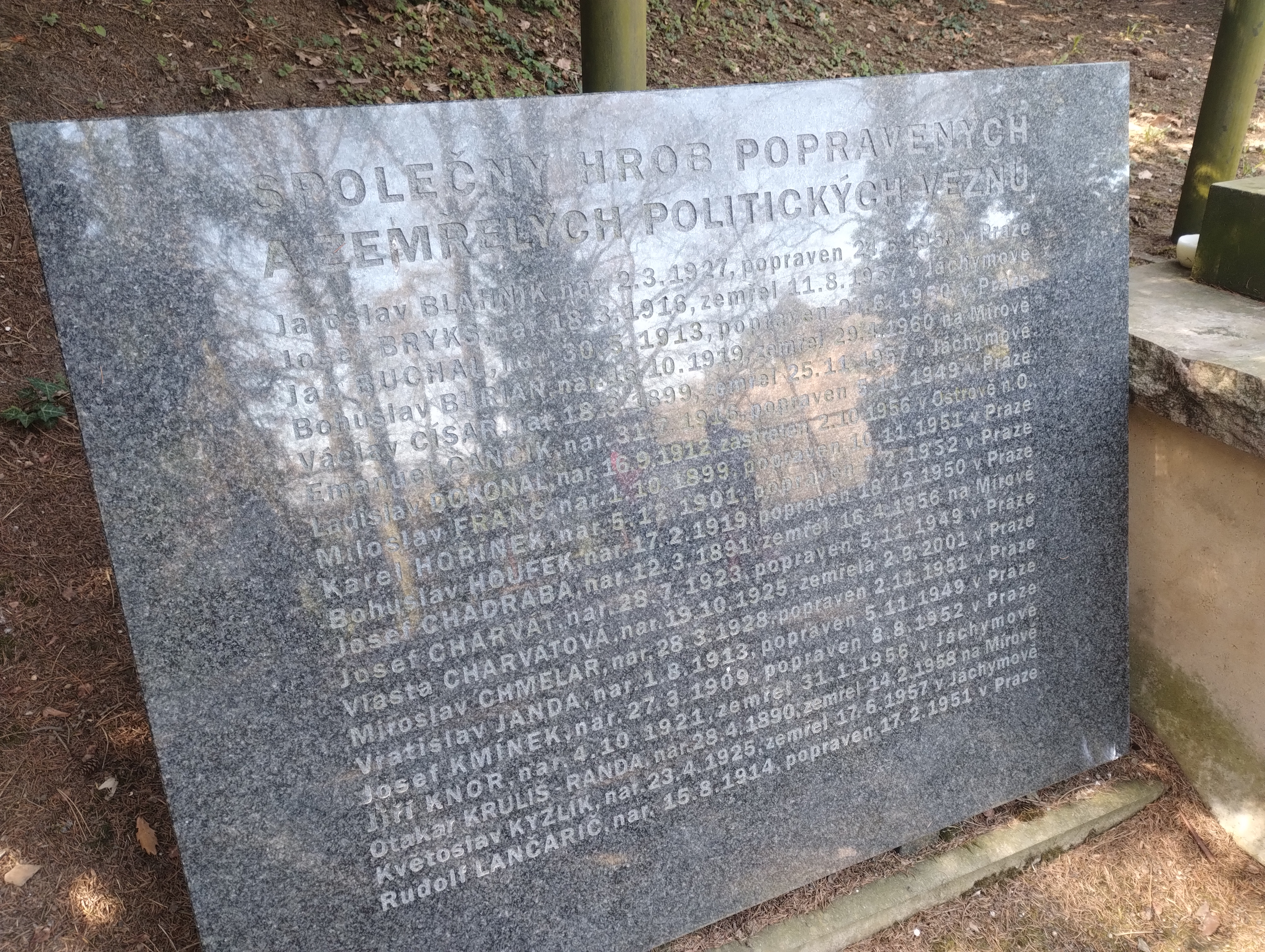
Památník na Čestném pohřebišti politických vězňů, deska vlevo se jménem B. Buriana, Motolský hřbitov